# 梶野智
梶野 智（かじの さとし、1965年11月9日 - ）は、愛知県出身の元サッカー選手である。現役時代のポジションはDF（ストッパー）、MF（守備的MF）。GSsports株式会社代表取締役。兄の梶野智幸も元サッカー選手、現サッカー指導者。

## 来歴

### 現役時代
岡崎城西高等学校、東京農業大学卒業。1988年にヤンマーディーゼルサッカー部に入団。1993年にチームがセレッソ大阪となってからは初代キャプテンを務め、1995年のJリーグ昇格時には守備の要として活躍し、「ヒゲカジ」の愛称で親しまれた。1998年にコンサドーレ札幌に移籍し、翌年に現役を引退。

### 引退後
現役を引退した梶野は、2000年にセレッソ大阪にサッカースクールスタッフに就任 し、2004年まで運営責任者として活動した。同年に社長に抜擢された藤井純一の抜擢によるものであった。セレッソ大阪のサッカースクールはフランチャイズ経営方式を採用しており、ここでの経験が梶野の経営感覚に影響を与えていると、スポーツライターの木崎伸也は語る。その後、2004年2月より事業部でマーケティングの業務に携わり、同年8月にはチーム統括ディレクターに就任した。翌2005年にはGM補佐に就任し、ブラジル人選手の身辺の世話を担当したが、その経験より梶野はポルトガル語を話せるようになったという。
その後チーム統括スカウト担当者を経て、2007年5月、チーム統括部長に就任する事が発表された。2013年シーズン限りで同職を退いた。
2014年、スポーツコンサルティング会社「GSsports」を設立し、代表取締役に就任。2015年、関西のJリーグクラブに所属した選手たちが参加できる組織「関西レジェンドクラブ」を設立して代表に就任。

## チーム統括部長としての手腕
梶野はかつてセレッソ大阪でチームメイトであったジルマールや、インテルナツィオナーレ・ミラノの元幹部とのコネクションを持ち、彼らとの協力により外国人選手を獲得したり、また選手獲得の秘訣を学び、自らの仕事に生かしている。代理人の田邊伸明はスポーツナビとのインタビューにて、「あそこのチーム統括部長の梶野（智）さんは、ヨーロッパ型の移籍のサイクルやスキームというのを知識として持っているから、やるなと思いましたね」とのコメントを残している。

## 所属クラブ
- 1981年 - 1983年  岡崎城西高等学校
- 1984年 - 1987年  東京農業大学
- 1988年 - 1997年  ヤンマー/セレッソ大阪
- 1998年 - 1999年  コンサドーレ札幌

## 個人成績
| 国内大会個人成績 | 国内大会個人成績 | 国内大会個人成績 | 国内大会個人成績 | 国内大会個人成績 | 国内大会個人成績          | 国内大会個人成績 | 国内大会個人成績  | 国内大会個人成績 | 国内大会個人成績 | 国内大会個人成績 | 国内大会個人成績 |
| 年度             | クラブ           | 背番号           | リーグ           | リーグ戦         | リーグ戦                  | リーグ杯         | リーグ杯          | オープン杯       | オープン杯       | 期間通算         | 期間通算         |
| 年度             | クラブ           | 背番号           | リーグ           | 出場             | 得点                      | 出場             | 得点              | 出場             | 得点             | 出場             | 得点             |
| 日本             | 日本             | 日本             | 日本             | リーグ戦         | リーグ戦                  | JSL杯/ナビスコ杯 | JSL杯/ナビスコ杯  | 天皇杯           | 天皇杯           | 期間通算         | 期間通算         |
| ---------------- | ---------------- | ---------------- | ---------------- | ---------------- | ------------------------- | ---------------- | ----------------- | ---------------- | ---------------- | ---------------- | ---------------- |
| 1988-89          | ヤンマー         | 20               | JSL1部           | 0                | 0                         | 0                | 0                 |                  |                  |                  |                  |
| 1989-90          | ヤンマー         | 20               | JSL1部           | 11               | 0                         | 0                | 0                 |                  |                  |                  |                  |
| 1990-91          | ヤンマー         | 20               | JSL1部           | 21               | 0                         | 2                | 0                 |                  |                  |                  |                  |
| 1991-92          | ヤンマー         | 4                | JSL2部           | 27               | 0                         | 1                | 0                 |                  |                  |                  |                  |
| 1992             | ヤンマー         | 4                | 旧J1             | 18               | 1                         | -                | -                 | 2                | 0                | 20               | 1                |
| 1993             | ヤンマー         | 4                | 旧J1             | 17               | 0                         | -                | -                 | 0                | 0                | 17               | 0                |
| 1994             | C大阪            | 4                | 旧JFL            | 24               | 2                         | 1                | 0                 | 3                | 0                | 28               | 2                |
| 1995             | C大阪            | -                | J                | 47               | 3                         | -                | -                 | 2                | 0                | 49               | 3                |
| 1996             | C大阪            | -                | J                | 14               | 0                         | 9                | 0                 | 1                | 0                | 24               | 0                |
| 1997             | C大阪            | 18               | J                | 26               | 0                         | 0                | 0                 | 1                | 0                | 27               | 0                |
| 1998             | 札幌             | 4                | J                | 23               | 1                         | 3                | 0                 | 2                | 0                | 28               | 1                |
| 1999             | 札幌             | 4                | J2               | 26               | 0                         | 0                | 0                 | 1                | 0                | 27               | 0                |
| 通算             | 日本             | 日本             | J1               | 110              | 4                         | 12               | 0                 | 6                | 0                | 128              | 4                |
| 通算             | 日本             | 日本             | J2               | 26               | 0                         | 0                | 0                 | 1                | 0                | 27               | 0                |
| 通算             | 日本             | 日本             | JSL1部           | 32               | 0                         | 2                | 0\|\|\|\|\|\|\|\| |                  |                  |                  |                  |
| 通算             | 日本             | 日本             | JSL2部           | 27               | 0                         | 1                | 0\|\|\|\|\|\|\|\| |                  |                  |                  |                  |
| 通算             | 日本             | 日本             | 旧JFL            | 59               | 3                         | 1                | 0                 | 5                | 0                | 65               | 3                |
| 総通算           | 総通算           | 総通算           | 総通算           | 254              | 7\|\|\|\|\|\|\|\|\|\|\|\| |                  |                   |                  |                  |                  |                  |

その他の公式戦
- 1990年
  - コニカカップ 5試合0得点
- 1998年
  - J1参入決定戦 4試合0得点

## 指導歴・職歴
- 2000年 - 2013年 セレッソ大阪
  - 2000年 - 2004年 スクールコーチ
  - 2001年 - 2004年 チーム統括部スカウト担当
  - 2004年 事業部マーケティングディレクター
  - 2004年 チーム統括部強化担当
    - 2004年 - チーム統括ディレクター

  - 2005年 - 2006年 チーム統括部スカウト総括責任者
    - 2005年 チーム統括GM補佐
    - 2006年 チーム統括スカウト

  - 2007年5月 - 2013年 チーム統括部長
- 2014年2月 - GS sports 株式会社 代表取締役
- 2019年 - 2025年4月 セレッソ大阪 チーム統括部長